# Chachani
El Chachani es un volcán situado a 55 km al norte de la ciudad de Arequipa, en el sur del Perú. Pese a su considerable altura, la nieve es muy escasa en su cumbre, debido a la extrema sequedad atmosférica reinante en la vertiente occidental de los Andes de esa región. Asimismo la cumbre se ha visto afectada por el calentamiento global, a tal punto que en el año 2008 perdió sus últimos remanentes glaciares.
En otoño y primavera pierde casi en su totalidad el hielo, que recupera en verano. 
El nombre de ‘Chachani’ proviene de una palabra de origen aimara que quiere decir ‘valeroso’.

## Características
Chachani es un volcán inactivo. La evidencia de su actividad volcánica surge de las cúpulas de lava, los estratovolcanes y los volcanes de escudo remanentes que marcan el paisaje. Según los estudios realizados por el Observatorio Volcanológico INGEMMET, la última erupción de Chachani data de hace más de 56,000 años.
Chachani es mucho más ancho que alto, se encuentra a unos 2000 metros sobre su terreno circundante, con una anchura de unos 17 000 metros. Sus pendientes son empinadas como lo evidencian los caminos en zigzag en el flanco sureste de la montaña. Los campos de nieve son visibles cerca de los picos, pero actualmente no quedan glaciares en esta montaña. La región tuvo alguna vez extensos glaciares durante el último máximo glacial, hace unos 20.000 años.

## Ascenso

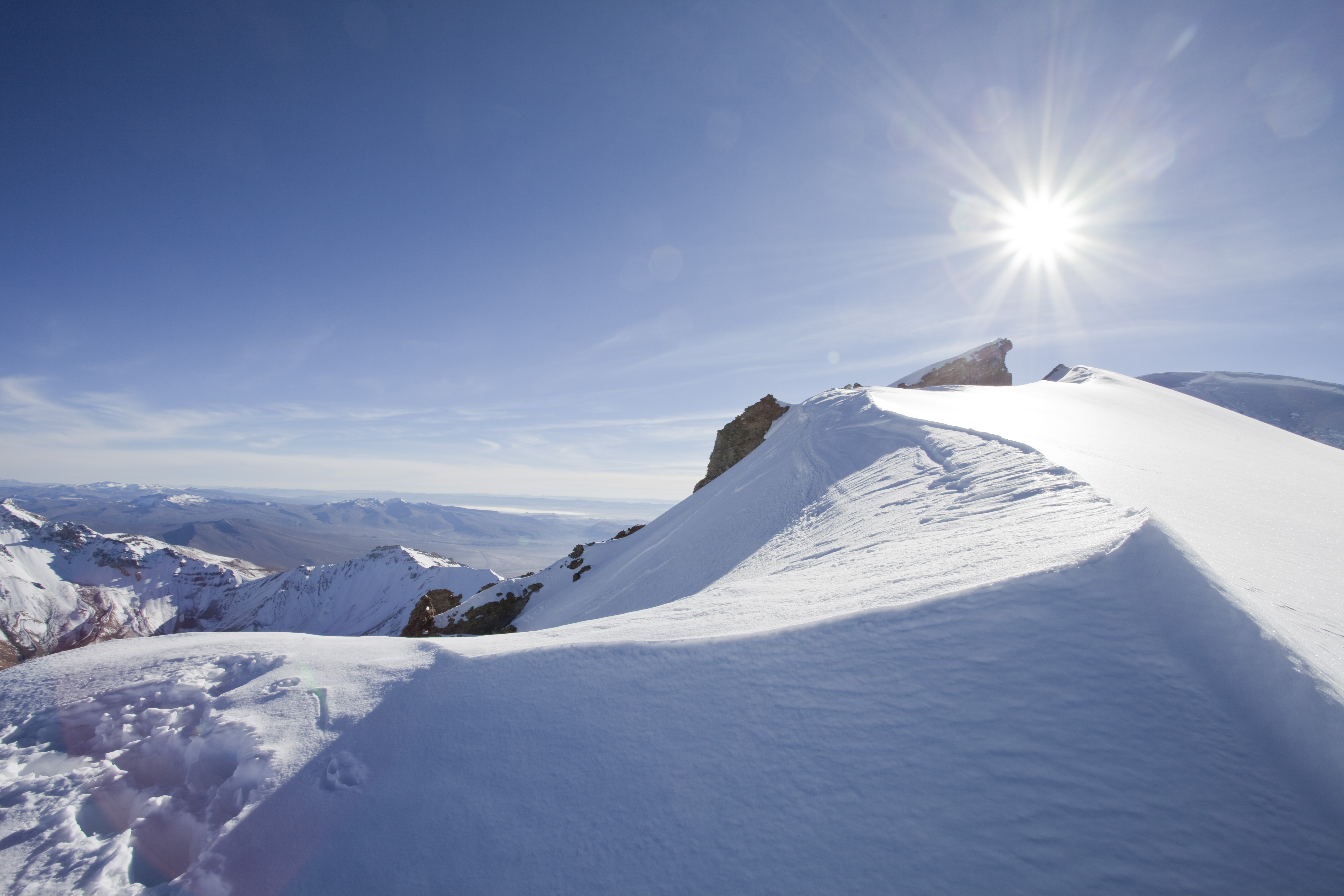
Cumbre del Chachani a 6050 m. s. n. m.

El ascenso a la cumbre no es de extrema dificultad y lo pueden realizar personas iniciadas en el mundo de la montaña. Por lo tanto, es muy popular entre los turistas y muchos de los organismos de Arequipa ofrecen excursiones a la cumbre, aunque la altura es un problema para aquellos que no van completamente aclimatados. Normalmente se va hasta la cara norte de la montaña; se puede llegar en camioneta 4x4, dejando la carretera principal cerca de Pampas Cañahuas. El campamento base se encuentra a unos 5200 m s. n. m. A partir de las primeras horas de la mañana, se puede ver el amanecer desde la cima (en determinadas épocas del año es posible incluso ver en el horizonte el litoral peruano). Los excursionistas cruzaban las montañas de El Ángel y Fátima antes de subir en sí Chachani. Esta ruta está abandonada porque hay demasiado glacial que cubre el camino que estaba hecho.